# Нітратредуктаза
Нітратредуктаза (КФ 1.7.99.4) — фермент, що відновлює нітрати до нітритів.
- Нітратредуктаза (1) — великий і складний фермент із великим числом субодиниць і масою біля ~800 кДа. Вона містить ФАД, Mo, цитохром 557 та ферредоскин Fe4S4 в активному центрі. Вона може бути НАД/НАДФ-залежною, залежно від організму. Молібден зв'язується з кофактором, що містить птеридинове кільце, формуючи молібдоптерин.

- Нітритредуктаза (2, 3, 4) каталізує останні три кроки у відновленні нітратів до аміаку (NH3). Вона містить ферредоксин Fe2S2 в активному центрі і одну молекулу сірогему (частково відновленого залізопорфірину) та використовує ферредоксон як донора електрона на кожному кроці.